# Ainsliaea
Ainsliaea är ett släkte av korgblommiga växter. Ainsliaea ingår i familjen korgblommiga växter.

## Bildgalleri

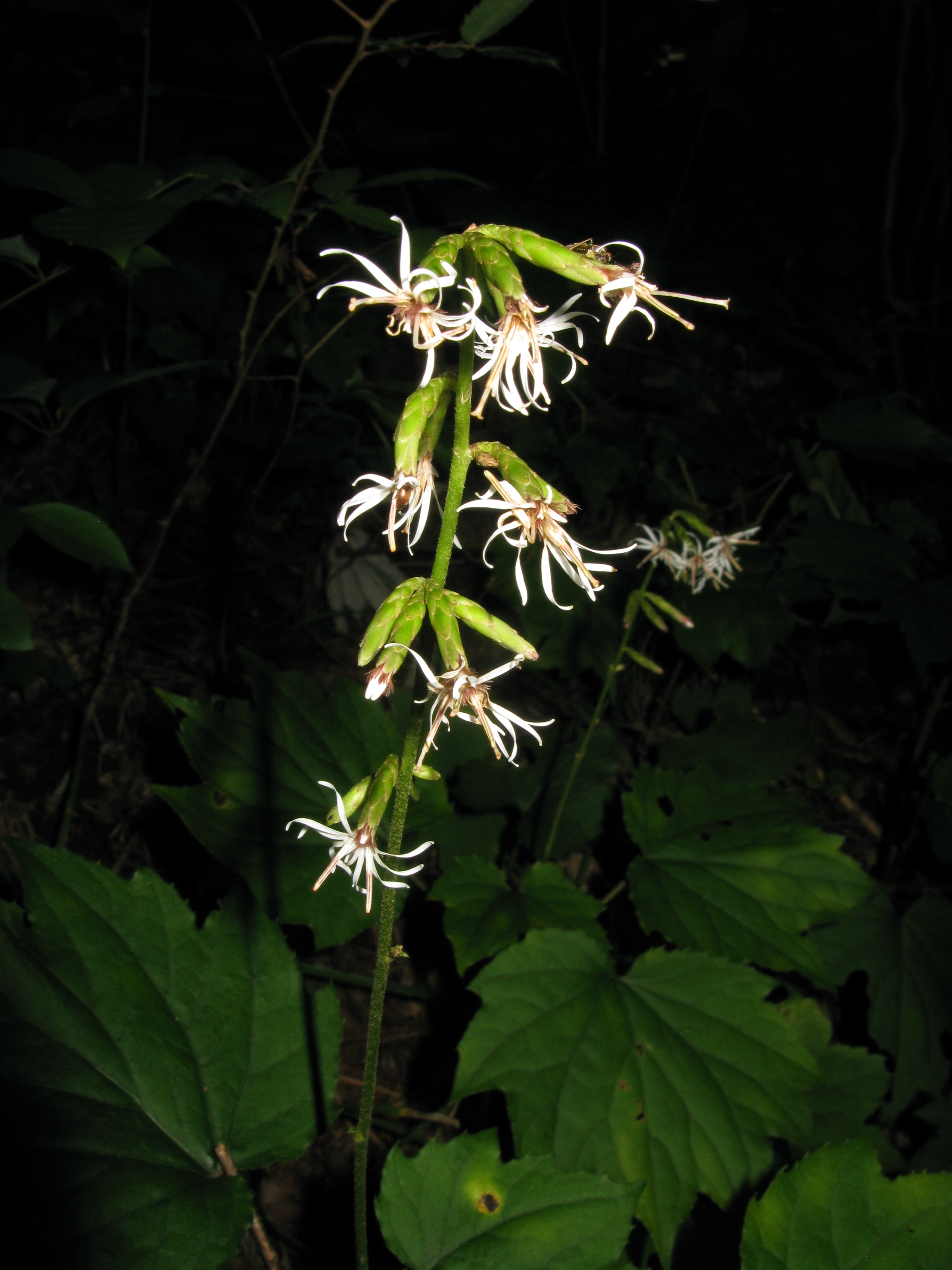

## Dottertaxa tillAinsliaea, i alfabetisk ordning[1]
- Ainsliaea acerifolia
- Ainsliaea angustata
- Ainsliaea angustifolia
- Ainsliaea apiculata
- Ainsliaea aptera
- Ainsliaea apteroides
- Ainsliaea asperrima
- Ainsliaea bonatii
- Ainsliaea brandisiana
- Ainsliaea caesia
- Ainsliaea cavaleriei
- Ainsliaea chapaensis
- Ainsliaea cleistogama
- Ainsliaea cordifolia
- Ainsliaea crassifolia
- Ainsliaea dentata
- Ainsliaea dissecta
- Ainsliaea elegans
- Ainsliaea faurieana
- Ainsliaea foliosa
- Ainsliaea fragrans
- Ainsliaea fulvioides
- Ainsliaea fulvipes
- Ainsliaea glabra
- Ainsliaea gongshanensis
- Ainsliaea gracilis
- Ainsliaea grossedentata
- Ainsliaea hayatae
- Ainsliaea heterantha
- Ainsliaea hypoleuca
- Ainsliaea lancangensis
- Ainsliaea lancifolia
- Ainsliaea latifolia
- Ainsliaea lijiangensis
- Ainsliaea longipetiolata
- Ainsliaea macrocephala
- Ainsliaea macroclinidioides
- Ainsliaea mairei
- Ainsliaea mattfeldiana
- Ainsliaea mollis
- Ainsliaea morrisonicola
- Ainsliaea multibracteata
- Ainsliaea nana
- Ainsliaea nervosa
- Ainsliaea oblonga
- Ainsliaea ovata
- Ainsliaea parvifolia
- Ainsliaea paucicapitata
- Ainsliaea pentaflora
- Ainsliaea pertyoides
- Ainsliaea petelotii
- Ainsliaea pingbianensis
- Ainsliaea plantaginifolia
- Ainsliaea pteropoda
- Ainsliaea qianiana
- Ainsliaea ramosa
- Ainsliaea rubrifolia
- Ainsliaea rubrinervis
- Ainsliaea smithii
- Ainsliaea spanocephala
- Ainsliaea spicata
- Ainsliaea sutchuenensis
- Ainsliaea tenuicaulis
- Ainsliaea tonkinensis
- Ainsliaea trinervis
- Ainsliaea walkeri
- Ainsliaea yadsimae
- Ainsliaea yunnanensis